# 르 보니 가브리엘
알 보니 놀라 가브리엘(R'Bonney Nola Gabriel, 1994년 3월 20일 ~ )은 미국의 모델이자 미스 유니버스 2022 대회 우승자이다.